# Sielsowiet Świerżeń Stary
Sielsowiet Świerżeń Stary (biał. Старасвержанскі сельсавет, Staraswierżanski sielsawiet; ros. Старосверженский сельсовет) – sielsowiet na Białorusi, w obwodzie mińskim, w rejonie stołpeckim, z siedzibą w Świerżeniu Starym.

## Demografia
Według spisu z 2009 sielsowiet Załuże zamieszkiwało 1075 osób, w tym 882 Białorusinów (82,05%), 81 Rosjan (7,53%), 76 Polaków (7,07%), 14 Ukraińców (1,30%), 11 Ormian (1,02%), 4 Niemców (0,37%), 4 osoby innych narodowości i 3 osoby, które nie podały żadnej narodowości.
Do 2019 liczba ludności spadła do 2654 osób. Największymi miejscowościami były wówczas Świerżeń Stary (497 mieszkańców), Drozdy (380 mieszkańców), Załuże (321 mieszkańców), Skomoroszki (299 mieszkańców), Nowa Wieś (292 mieszkańców), Pieretoki (262 mieszkańców) i Wielki Dwór (190 mieszkańców). Liczba ludności żadnej z pozostałych miejscowości nie przekraczała 69 osób.

## Geografia i transport
Sielsowiet położony jest na Równinie Stołpeckiej, w południowo-zachodniej części rejonu stołpeckiego. Największą rzeką jest Niemen.
Przez sielsowiet przebiegają linia kolejowa Moskwa – Mińsk – Brześć, droga magistralna M1 oraz drogi republikańskie R2 i R54.

## Historia
Sielsowiet Załuże powstał w 1940 na okupowanych przez Związek Sowiecki terenach II Rzeczypospolitej.
30 października 2009 do sielsowietu Załuże włączono trzy miejscowości, w tym Świerżeń Stary, należące dotychczas do sielsowietu Świerżeń Nowy.
20 sierpnia 2010 siedziba władz sielsowietu została przeniesiona z Załuża do Świerżenia Starego. 24 grudnia 2011 zmieniono nazwę jednostki na obecną.
28 maja 2013 do sielsowietu Świerżeń Stary przyłączono 6 z 10 miejscowości z likwidowanego sielsowietu Worotyszcze (z siedzibą w Nowej Wsi).

## Miejscowości
- agromiasteczko:
  - Świerżeń Stary
- wsie:

| - - Ćwirki - Dereczyńce - Drozdy - Hradki - Innica - Koziejki | - - Nowa Wieś - Osipowszczyzna - Pieretoki - Podlesie - Skomoroszki - Słobódka | - - Sudniki - Wielki Dwór - Wiskacze - Worotyszcze - Wyczytarowo - Załuże |